# Полунощница (дух)
Полунощница (Мара, маруха, мора или Марена) е митологично същество в славянската митология, описано в народната демонология като висок на ръст зъл женски дух с вид на млада жена с разпусната коса и раздърпана дреха или на старица в чисто бяла дреха, посестрима на полудницата. Броди по „разпътно време“ – от полунощ до зори – когато всички зли сили излизат навън, а пътищата се оплитат и се „разпътват“, т.е. водят в грешна посока. Полунощниците често стоят по кръстопътищата, заедно с караконджулите и ако срещнат човек му причиняват всякакво зло.

## Народопсихологични измерения

### Ранна категоризация
Полунощницата е обект на народното въображение и плод на опити да се конкретизира и нормира философското познание за света. Създаването на „типични“ представители на „доброто“ или „злото“ е опит за ранно и крайно категоризиране на моралните и етичните явления в рамките на едно ограничено познание на физическия свят (който за прародителите е бил страховит, непознат и неумолим).

### Хипотезите за палеоконтакт
За съществуването на някакво реално същество, дало началния импулс за сътворяване на този най-вероятно събирателен образ с такива измерения, няма никакви конкретни доказателства, макар че автори и изследователи като Ерих фон Деникен твърдят в псевдонаучни теории, че зад легендите стоят реални контакти с извънземни феномени, които са оставили материални доказателства в много местни култури. В този смисъл демоните се възприемат като космонавти, а метлите на вещиците – като транспортьори. Днешните възгледи по отношение на митологичните същества са, че по-скоро такива същества се отнасят към архетипни образи, в случая на вещицата – самотна, странна, недоразбрана и невписваща се в социалните контури жена, може би и стерилна, заобиколена от котки или други животни за компания, която се препитава с маргинални или забранени изкуства.

### Символични елементи
В описанието на полунощницата присъстват няколко показателни символични елементи: цвят на дрехата, възраст, пол, коса, време на денонощието и кръстопът. Бялата дреха е символ на дисонанса вграден в природата на това същество – дисонанс между нощта (тъмнината) и белия цвят на дрехата и съответно превъплъщение на конфликта, многопластово вграден в образа на полунощницата; разпусната коса е символ на разпуснатост, контрастираща със славянските женски плитки; неопределеността на възрастта – за едни младата жена е по-опасна, за други старицата. Дисонансът на този образ се корени и в събирането на благодатната природа на жената-майка – даващата живот с това страшно създание, въвлечено в „противоестествени магии“ и животопогубващи среднощни, тайни ритуали. За древните славяни е било общоприето свързването на доброто със светлината. Слънцето е символ на Даждбог, а силите на доброто са свързани с белия цвят и светлината (оттам и изразите – „бял ден да не видиш!“, „бели пари за черни дни“, „черно ми е пред очите“ и т.н.). В този смисъл, нещата които са на страната на доброто са по пладне, съпътствани от светлината и явността; така антиподът на белия ден е нощта, на светлината-тъмнината, а техен „агент“ е полунощницата.

### Практична стойност
Колкото и странно да звучи, тези образи имат практична стойност и тя е предпазна. Полунощниците са били пътепоказателите „Край на настилката! Внимание!“ В легендите полунощниците нападали хора отлъчили се от правия път на морала и нормата. Освен морално-етичните предписания съществува и още по-практично – на хората се е препоръчвало да пътуват през деня, за да не попаднат на крайпътни ями, разбойници, вълчи глутници или пропасти. Славяните с основание избягвали нощта, когато хищниците излизали на лов. За да се драматизира предписанието „Не пътувайте нощем“, вместо мечки, лъвове или вълци се изобретил друг далеч по-страшен образ – на злонамерената жена(!), която освен очертанията сигурно в ума на предупреждаваните е съхранила човешката изобретателност.